# 南江陵信号場
南江陵信号場（ナムカンヌンしんごうじょう）は、大韓民国江原特別自治道江陵市にある韓国鉄道公社（KORAIL）京江線の信号場である。当信号場以西は複線、以東は単線である。

## 歴史
- 2017年10月2日：信号場設置[1]。